# Delà des Monts

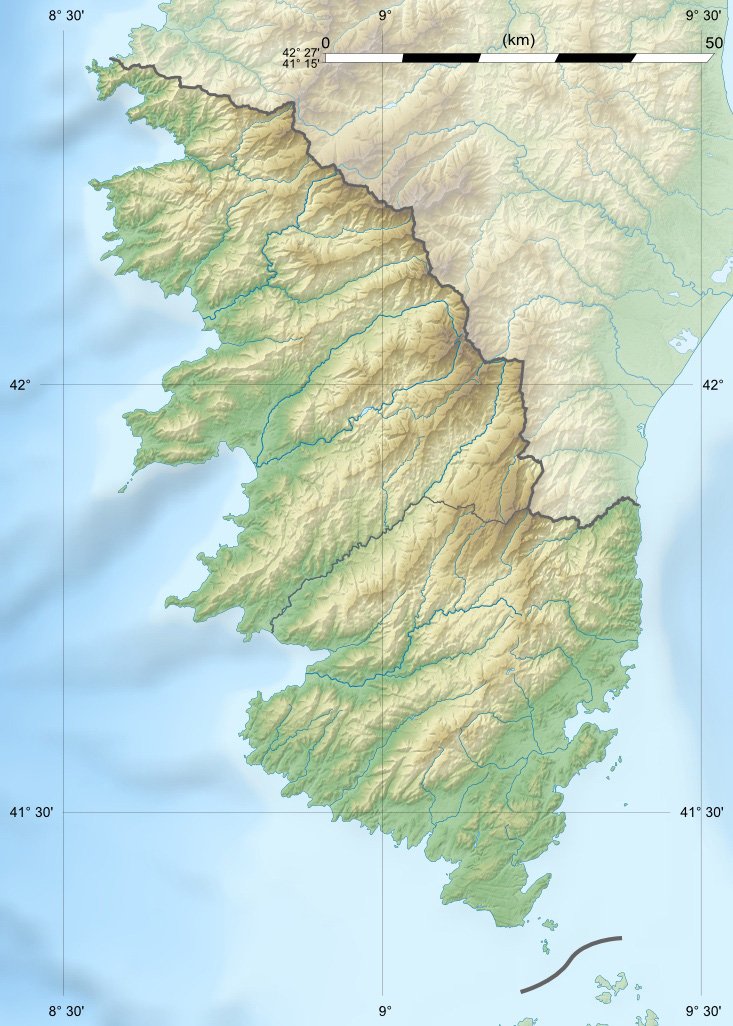
Carte de la partie méridionale de la Corse.

Le Delà des Monts (en corse Pumonti, en italien Di là dai monti ou Banda di fuori) est une entité géographique et historique occupant la moitié méridionale et occidentale de l'île de Corse, dont l'agglomération principale est Ajaccio. Il s'oppose au Deçà des Monts.
Son territoire, presque intégralement repris par le tracé du département de la Corse-du-Sud, culmine à l'antécîme ouest de la Maniccia (2 425 m) dans les Deux-Sorru. L'adjectif relatif au Delà des Monts est pumuntincu (ultramontain).

## Géographie
Le Delà des Monts est la partie de la Corse située au sud-ouest d'une ligne Girolata-Solenzara inclus. 

« Cette Isle est [divisée] en deux parties principales, dont l’une se nomme il di qua da i monti, c’est-à-dire, partie d'en-deçà des Monts, respectivement à Bastia capitale de toute l'Isle qui est dans cette partie, & l'autre il dila da i monti partie d'au-delà des monts, dont Ajaccio est la capitale.

Ce que l'on appelle les Monts, est une espèce de chaîne de montagnes beaucoup plus élevées que toutes les autres dont l'Isle est couverte, & qui règne sur une étendue de pays d'environ 10 lieues depuis la pointe du petit golfe de Porto dans la juridiction de Vico jusqu’à la tour de Solenzara, à l’extrémité de celle de Porto Vecchio traversant l'Isle dans sa plus grande largeur. »

— Goury De Champgrand in Histoire de l'isle de Corse
La limite entre Delà et Deçà des Monts emprunte les lieux suivants :
- Punta Palazzu,
- Capu Purcile (560 m),
- Punta di a Literniccia (778 m),
- Col de Palmarella (408 m),
- Punta Salisei (927 m),
- Capu a a Ghiallichiccia (1 619 m),
- Col de Capronale (1 329 m)
- Capu a e Ghiarghiole (2 105 m),
- Col de Vergio (1 478 m),
- Capu a u Tozzu (2 007 m),
- Cimatella (2 101 m),
- Bocca d'Acqua Ciarnente (1 568 m),
- Capu a i Sorbi (2 267 m),
- Punta alle Porte (2 313 m),
- Maniccia (2 496 m),
- Bocca Manganello (1 800 m),
- Punta all'Altore (2 021 m),
- Bocca d'Oreccia (1 427 m),
- Pointe Migliarello (2 254 m),
- Col de Vizzavona (1 163 m),
- Punta dell'Oriente (2 112 m),
- Monte Renoso (2 352 m),
- Punta Scaldasole (2 101 m),
- Monte Grosso (1 895 m),
- Col de Verde (1 289 m),
- Punta Bocca dell'Oro (1 926 m),
- Punta della Cappella (2 041 m),
- Monte Formicula (1 981 m),
- Bocca di l'Agnone (1 570 m),
- Punta d'Alluccia (1 590 m),
- Punta di Tozzarella (1 748 m),
- Bocca di Chiralba (1 743 m),
- Monte Incudine (2 134 m),
- Bocca d'Asinau (1 675 m),
- Punta Muvrareccia (1 899 m),
- Monte Vitullu (1 321 m),
- Punta Mozza (1 122 m),
- Punta di Sorba (498 m).

## Histoire

### Juridictions et Fiefs
« Le Delà des Monts comprend les trois juridictions d'Ajaccio, Vico & La Rocca ou Sartène, le fief d'Istria & les villes de Bonifacio & Porto-Vecchio qui prétendent ne relever d'aucune juridiction, & que j'ai comprises pour cet effet en particulier ; il y a dans cette partie suivant le même dénombrement 8 354 feux ou familles, & 38 261 âmes. »

— Goury De Champgrand in Histoire de l'isle de Corse
| Juridictions ou fiefs         | Paroisses | Villages | Feux  | Habitants |
| ----------------------------- | --------- | -------- | ----- | --------- |
| Ville & juridiction d'AJACCIO | 44        | 83       | 4 650 | 21 246    |
| Porto-Vecchio et Bonifacio    | 2         | 2        | 570   | 250       |
| La Rocca ou Sartène           | 14        | 27       | 1 451 | 6 647     |
| Fief d'Istria                 | 7         | 11       | 650   | 2 980     |
| Juridiction de Vico           | 19        | 33       | 1 033 | 4 488     |
| Totaux :                      | 86        | 156      | 8 354 | 38 261    |

Administration de la justice
Il y avait dans chaque juridiction des auditeurs, personnes au fait des lois et de la jurisprudence, qui décidaient les procès civils et instruisaient ceux en matière criminelle.